# Barton (rzeka)
Barton – rzeka w Australii, w stanie Australia Zachodnia, w północnej części wyżyny Kimberley. Ma 27 km długości. Uchodzi do rzeki Drysdale. Została nazwana w 1901 roku przez geodetę i odkrywcę Fredericka Slade'a Brockmana, prawdopodobnie na cześć Edmunda Bartona, pierwszego premiera Australii.